# I Liceum Ogólnokształcące im. Henryka Sienkiewicza w Płońsku
I Liceum Ogólnokształcące im. Henryka Sienkiewicza – jedno z trzech liceów ogólnokształcących w Płońsku. Budynek szkoły usytuowany jest przy ulicy Płockiej 56.

## Historia
Założona w 1917 roku, jako pierwsza szkoła średnia na Ziemi Płońskiej. Początkowo było to gimnazjum koedukacyjne założone przez płońskie koło Polskiej Macierzy Szkolnej. W swojej ponad 90-letniej historii szkoła zmieniała nazwę 16 razy. Ostatnia nazwa została nadana 1 września 2000 roku w wyniku czego powstało I Liceum Ogólnokształcące im. Henryka Sienkiewicza w Płońsku oraz Powiatowe Gimnazjum Publiczne przy I Liceum Ogólnokształcącym w Płońsku.

## Znani uczniowie
- Joanna Mucha
- Jan Antonowicz
- Stefan Wesołowski
- Jerzy Koperski